# 내부 마케도니아 혁명 기구-마케도니아 국민통합민주당
내부 마케도니아 혁명 기구-마케도니아 국민통합민주당(마케도니아어: Внатрешна македонска револуционерна организација - Демократска партија за македонско национално единство, 약칭 VMRO-DPMNE, ВМРО-ДПМНЕ)은 1990년 북마케도니아에서 만들어진 보수주의 정당이다. 현재 지도자는 니콜라 그루에프스키이며, 북마케도니아의 총리를 역임한 인물이다.
1893년 오스만 제국의 지배를 받고 있던 마케도니아 지방의 해방을 위해 결성된 마케도니아 민족주의 조직인 내부 마케도니아 혁명 기구를 계승한 정당임을 표방하고 있으며 마케도니아 내셔널리즘, 기독교 민주주의를 표방한다. 북마케도니아의 유럽 연합(EU) 가입, 북대서양 조약 기구(NATO) 가입에 대해서는 찬성 입장을 표명하고 있지만 북마케도니아의 국호 변경에 대해서는 반대 입장을 표명하고 있다.

## 주요 정당
- 마케도니아 사회당
- 마케도니아 터키계 민주당
- 마케도니아 세르비아계 민주당
- 마케도니아 로마계 연합당
- 마케도니아 시민선택당
- 마케도니아 민주행동당
- 마케도니아 블라크당
- 마케도니아 보스니아계 민주당
- 마케도니아 급진통일기구
- 마케도니아 국민운동
- 내부 마케도니아 혁명 기구-연합
- 조국과 급진적인 부활을 위한 마케도니아 기구
- 내부 마케도니아 혁명 기구-마케도니아

## 같이 보기
- 북마케도니아의 정당